# Estación de Charny
Charny es una estación de Via Rail en Lévis, Quebec, Canadá. Está ubicado en 2326 rue de la Gare en el distrito de Charny. Cuenta con personal y es accesible para sillas de ruedas. La estación cuenta con un tren por día en cada dirección en el servicio del corredor de la línea Montreal-Quebec. La estación fue una vez una parada del tren Montreal-Gaspé hasta 2013, y el Ocean hasta 2014, cuando ese servicio trasladó su parada local a la estación Sainte-Foy.